# Combat de Tin-Hama (2013)
Pour les articles homonymes, voir Combat de Tin-Hama.
Guerre du Mali
Le combat de Tin-Hama se déroule lors de la guerre du Mali. En novembre 2013, des violences intercommunautaires opposent des Touaregs et des Peuls.

## Prélude
À partir de 2010, plusieurs heurts sanglants opposants Peuls et Touaregs sont observés dans la région de Ménaka. Les Peuls dénoncent notamment les vols de bétails commis par les Touaregs. 
De 2012 à 2013, lors de la guerre du Mali, de nombreux Peuls rejoignent le MUJAO, moins par idéologie salafiste que dans le but d'obtenir des armes et une organisation pour défendre leur bétail,.
En 2013, lors de l'Opération Serval, les miliciens touaregs du général El Hadj Ag Gamou regagnent la région de Ménaka. La tribu des Touaregs Imghad, passe pour être loyaliste au gouvernement malien. 
Le 7 novembre 2013, une première attaque a lieu près entre Djebok et Tamkoutat, 25 forains, dont trois femmes, venus de cette première ville, sont arrêtés par des hommes armés, ligotés et dépouillés de quatre millions de francs CFA. D'après le convoyeur, les coupeurs de routes qui s'exprimaient dans un arabe teinté de tamacheq s'étaient réclamé du MUJAO.

## Déroulement
Dans la nuit du 18 au 19 novembre dans le village d’Intakabar, à Djebok, un vieillard de 70 ans et une petite fille de 3 ans sont assassinés par des hommes armés. Une femme d'environ 70 ans et une petite fille d'une dizaine d'années sont également blessées. Les victimes font partie de la famille du général touareg loyaliste El Hadj Ag Gamou, ce dernier affirme que les meurtriers sont des Peuls du MUJAO.
Le 18 novembre, les miliciens loyalistes imghads attaquent des Peuls à Tin-Hama, en les accusant d'être des membres du MUJAO.

## Pertes
Selon RFI, en novembre des affrontements entre Touaregs et Peuls font plusieurs morts chez les premiers et une cinquantaine de tués chez les seconds, mais aucune autre précision n'est donnée. 
En février 2014, Timoré Tioulenta, ancien député de Ténenkou, affirme que 53 éleveurs Peuls sont tués à Tin-Hama, près d'Ansongo, le 18 novembre 2013. Il évoque plus un massacre qu'un combat.
En mars, un humanitaire de la région évoque également 53 morts chez les Peuls, mais fixe la date des violences au 25 novembre, commises selon lui en représailles aux meurtres des membres de la famille du général Gamou.